# Tserkva de San Miguel Arcángel
La tserkva de San Miquel Arcángel (en polaco, Cerkiew św. Michała Archanioła w Brunarach; renombrada iglesia parroquial católica de la Asunción) es una iglesia gótica del año 1797, realizada íntegramente en madera, situada en el pueblo de Brunary, en el distrito de Gmina Uście Gorlickie, al sur de Polonia, en la frontera eslovaca. Junto con otras tserkvas forma parte del conjunto denominado «Tserkvas de madera de la región de los Cárpatos en Polonia y Ucrania», listado como Patrimonio de la Humanidad de la Unesco desde el año 2013.

## Historia
La primera tserkva en Brunary fue construida el año 1616, cuando una parroquia unionista fue fundada en el pueblo. Unos años más tarde, en 1653, fue edificada una nueva tserkva, y ya en el siglo XVIII, se configuró la iglesia moderna. En 1831 fue reconstruida y ampliada; el antiguo coro estaba conectado con la nave y se añadió una nueva nave, rodeada por tres paredes. También toda la tserkva fue cubierta con un techo nuevo plano, con cornisas. Tras la Operación Vístula en 1947, la tserkva se transformó en una iglesia católica. En el presente, la iglesia se utiliza como parroquia católica de la Asunción de la Virgen María en Brunary pero pertenece a la diócesis de Tarnów.

## Arquitectura
La tserkva de Brunary es de estilo lemko occidental —cerkiew łemkowska, un tipo de arquitectura ortodoxa—, tricúspide, construida en madera. Por encima del vestíbulo se eleva la torre, coronada por un casco con una cruz forjada. Por encima de la nave y el presbiterio se hallan cascos forjados similares. En el interior hay un iconostasio barroco del siglo XVIII, y conserva pinturas policromadas de los siglos XVII y XIX que cubren las paredes, en tono azul y con motivos florales predominantemente, además del altar del siglo XVII y otros dos del XVIII.

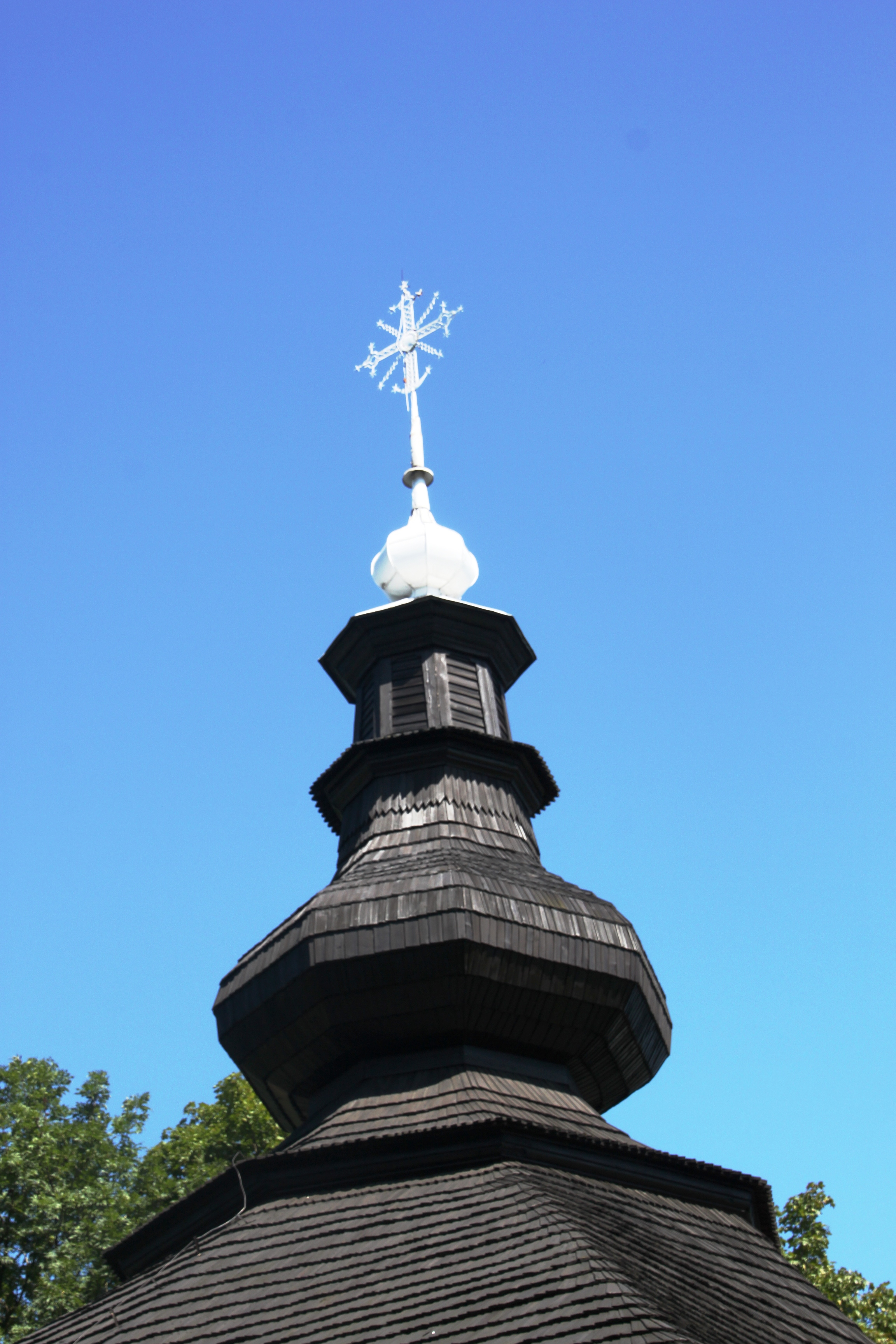
Detalle de uno de los cascos con la cruz
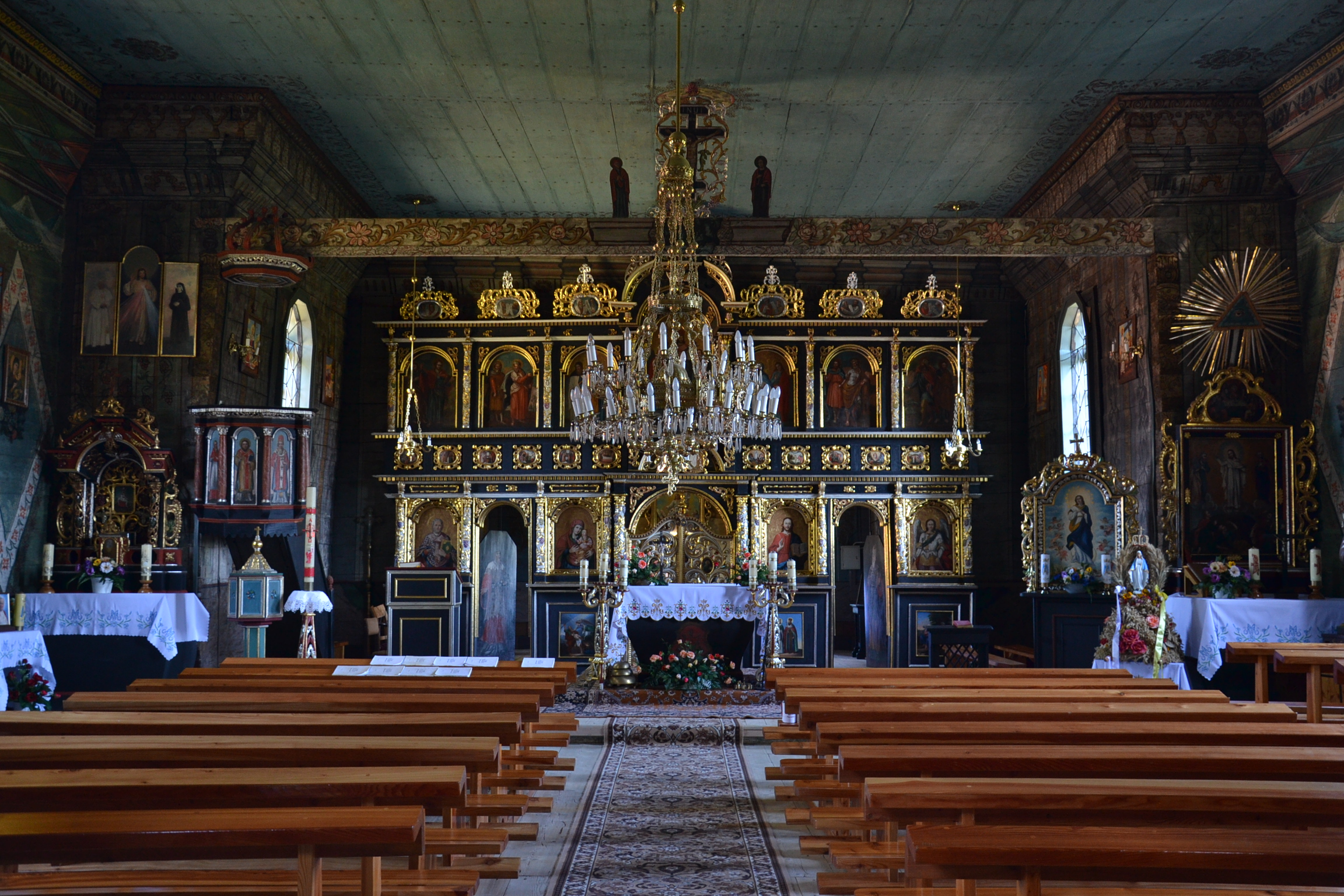
Vista general del interior
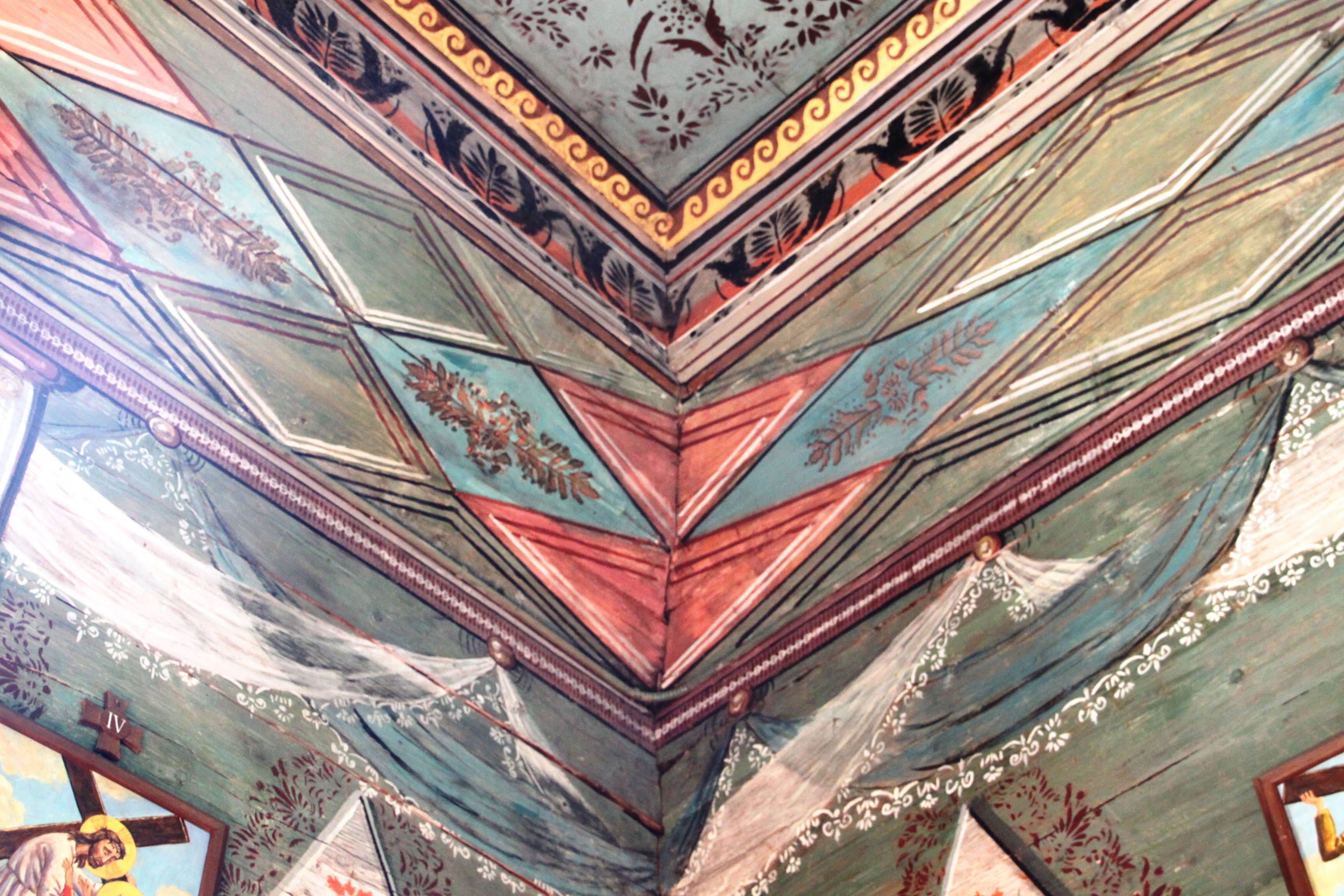
Detalle del techo
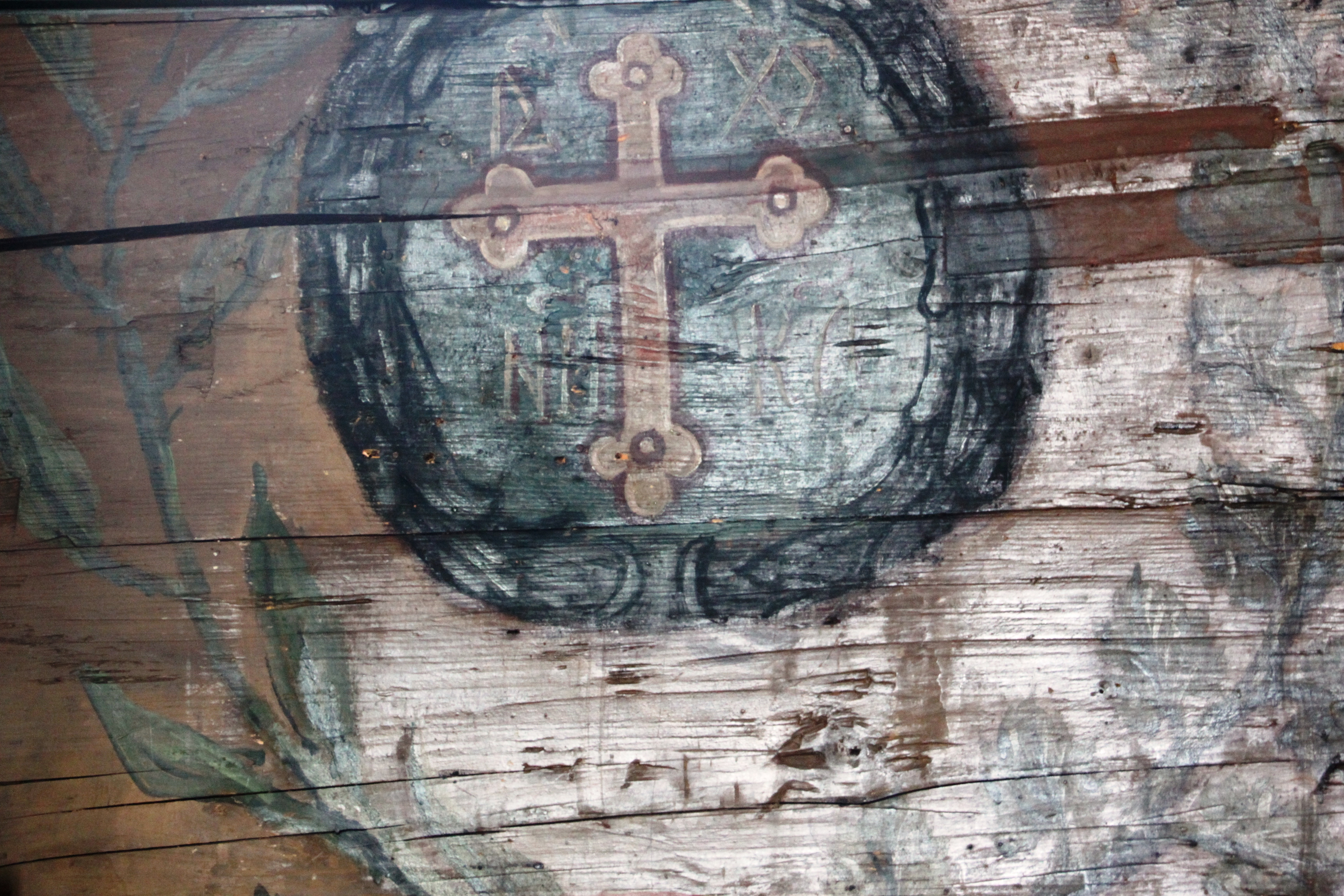
Pintura policromada
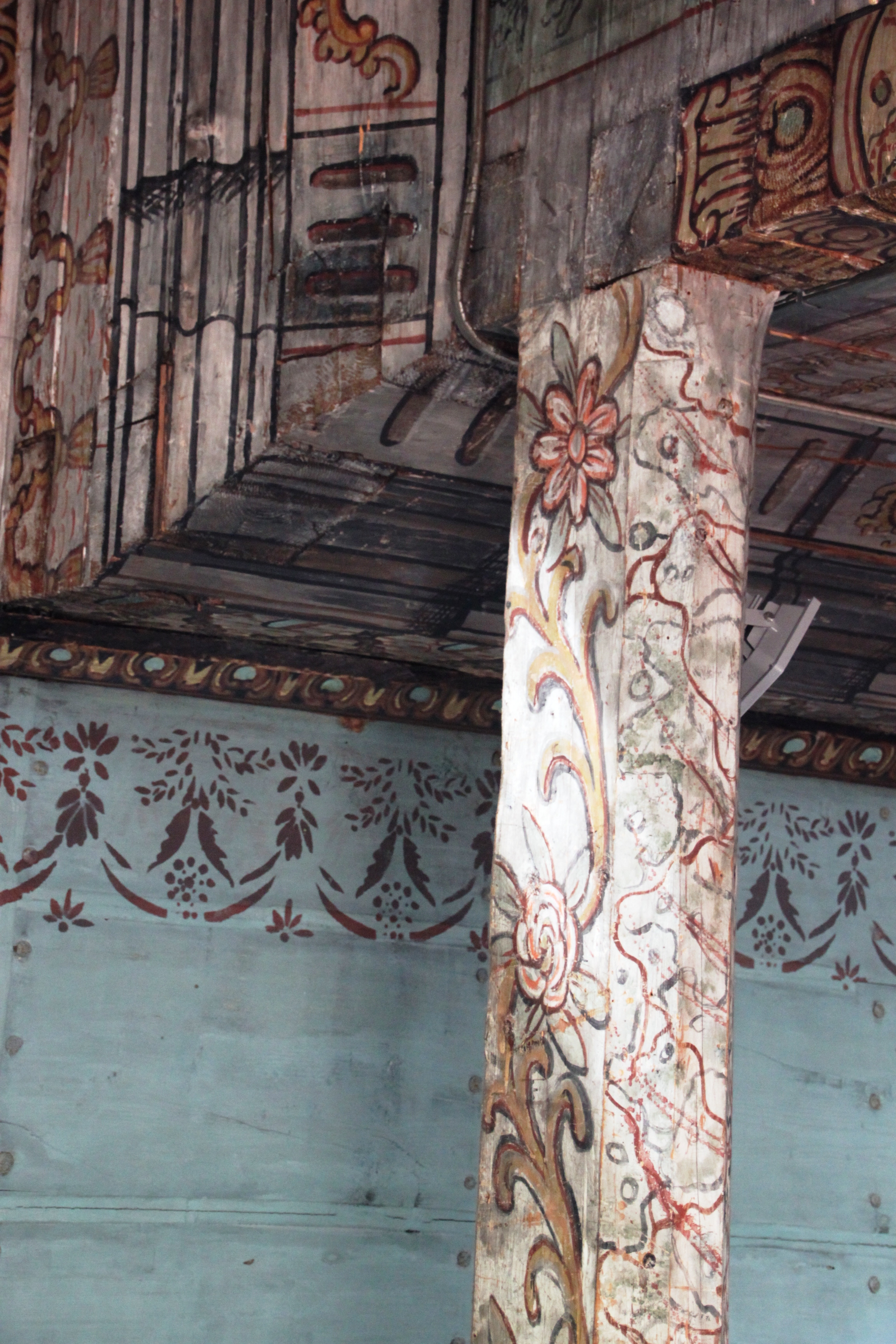
Detalle de la pintura ornamental